# Talk Dirty
Talk Dirty è un singolo del cantante statunitense Jason Derulo, il secondo estratto dal terzo album in studio Tattoos e pubblicato il 2 agosto 2013.
Il singolo è basato su un campionamento del brano del 2007 Hermetico dei Balkan Beat Box.

## Il disco
Il brano, che vede la partecipazione del rapper 2 Chainz, è stato scritto da Derulo, 2 Chainz, Sean Douglas, Jason Evigan, Eric Frederic, Ori Kaplan, Tamir Muskat e Tomer Yosef. Il singolo ha riscosso un successo sorprendente in Australia esordendo alla numero uno nell'ARIA Charts.
Talk Dirty presenta sonorità elettroniche e ritmi tipici della musica orientale.

## Video musicale
Il videoclip, diretto da Colin Tilley che vi ha lavorato il 14 luglio 2013, si apre con una ragazza sorridente che pronuncia con imbarazzo il nome dell'artista e ruota attorno al cantante a torso nudo corteggiato da donne afroamericane e ragazze che suonano la tromba.

## Classifiche
| Classifica (2013) | Posizione massima |
| ----------------- | ----------------- |
| Australia         | 1                 |
| Austria           | 4                 |
| Belgio (Fiandre)  | 1                 |
| Belgio (Vallonia) | 3                 |
| Canada            | 3                 |
| Danimarca         | 7                 |
| Finlandia         | 6                 |
| Francia           | 3                 |
| Germania          | 1                 |
| Irlanda           | 2                 |
| Italia            | 12                |
| Norvegia          | 7                 |
| Nuova Zelanda     | 2                 |
| Paesi Bassi       | 5                 |
| Regno Unito       | 1                 |
| Spagna            | 13                |
| Stati Uniti       | 3                 |
| Svezia            | 5                 |
| Svizzera          | 4                 |

### Classifiche di fine anno
| Classifica (2014) | Posizione |
| ----------------- | --------- |
| Italia            | 58        |